# Ennio Salvador
Ennio Salvador (Cordignano, 19 luglio 1960) è un ex ciclista su strada italiano.
Professionista dal 1982 al 1989, vinse il Trofeo Matteotti 1988.

## Carriera
Passista/scalatore degli anni ottanta, Salvador ottenne tre successi nel corso della sua esperienza professionistica. Vinse due volte consecutivamente il Gran Premio Montelupo e nel 1988 il Trofeo Matteotti.
Oltre a queste vittorie ottenne anche alcuni piazzamenti di rilievo in tappe del Giro d'Italia; concluse due volte terzo al Giro del Friuli 1982 e 1984, terzo al Giro della Provincia di Reggio Calabria 1985 ed ancora terzo al Trofeo Matteotti 1982.

## Palmarès
- 1979 (dilettanti)

Astico-Brenta
- 1981 (dilettanti)

Trofeo Città di Lucca
Gran Premio Santa Rita
Trofeo Salvatore Morucci
7ª tappa Niedersachsen-Rundfahrt (Wolfsburg > Bad Lauterberg)
7ª tappa Giro Ciclistico d'Italia (Ancona > Umbertide)
- 1983 (Gis Gelati, una vittoria)

Gran Premio Montelupo
- 1984 (Gis Gelati, una vittoria)

Gran Premio Montelupo
- 1988 (Gewiss, una vittoria)

Trofeo Matteotti

## Piazzamenti

### Grandi giri
- Giro d'Italia

1982: 73º
1983: 82º
1984: 48º
1985: 14º
1986: 33º
1987: 83º
1988: 73º
1989: 32º
- Tour de France

1986: 132º
- Vuelta a España

1984: non partito (15ª tappa)

### Classiche monumento
- Milano-Sanremo

1983: 110º
1985: 81º
1989: 111º
- Giro di Lombardia

1987: 5º
1989: 13º

### Competizioni mondiali
- Campionati del mondo

Praga 1981 - In linea Dilettanti: 11º